# Sclerodactyla
Sclerodactyla is een geslacht van zeekomkommers uit de familie Sclerodactylidae.

## Soorten
- Sclerodactyla briareus (Lesueur, 1824)
- Sclerodactyla multipes (Théel, 1886)